# Polyosma elongata
Polyosma elongata är en tvåhjärtbladig växtart som beskrevs av Geddes. Polyosma elongata ingår i släktet Polyosma och familjen Escalloniaceae. Inga underarter finns listade i Catalogue of Life.